# Aspidonitys manto
Aspidonitys manto är en insektsart som beskrevs av Ronald Gordon Fennah 1957. Aspidonitys manto ingår i släktet Aspidonitys och familjen Eurybrachidae. Inga underarter finns listade i Catalogue of Life.